# Zaire i olympiska sommarspelen 1996
Zaire deltog i de olympiska sommarspelen 1996 resulterade inte i någon medalj.

## Basket
Damer
Gruppspel
| Team       | W | L | Pts |
| ---------- | - | - | --- |
| USA        | 5 | 0 | 10  |
| Ukraina    | 4 | 1 | 9   |
| Australien | 3 | 2 | 8   |
| Kuba       | 2 | 3 | 7   |
| Sydkorea   | 1 | 4 | 6   |
| Zaire      | 0 | 5 | 5   |

|            | USA    | Ukraina | Australien | Kuba   | Sydkorea | Zaire  |
| ---------- | ------ | ------- | ---------- | ------ | -------- | ------ |
| USA        | -      | 98-65   | 96-79      | 101-84 | 105-64   | 107-47 |
| Ukraina    | 65-98  | -       | 54-48      | 87-75  | 67-72    | 81-65  |
| Australien | 79-96  | 48-54   | -          | 75-63  | 76-61    | 91-45  |
| Kuba       | 84-101 | 75-87   | 63-75      | -      | 70-55    | 73-59  |
| Sydkorea   | 64-105 | 72-67   | 61-76      | 55-70  | -        | 95-71  |
| Zaire      | 47-107 | 65-81   | 45-91      | 59-73  | 71-95    | -      |

## Friidrott
Herrarnas maraton
- Mwenze Kalombo → 16:e plats (2:17.01)
- Kaleka Mutoke → 96:e plats (2:34.40)